# Berliner SV 92
Berliner SV 92 is een Duitse voetbalclub uit het Berlijnse stadsdeel Wilmersdorf en is een van de oudste Duitse voetbal- en cricketclubs. Tot 1979 was de club steeds in een van de drie hoogste klassen vertegenwoordigd.

## Geschiedenis
De club kwam tot stand in 1914 door een fusie tussen BTuFC Britannia 1892 en BFC Fortuna 1894. Aanvankelijk zou de Britannia de club Fortuna gewoon opslorpen en de naam Britannia behouden, maar omdat Groot-Brittannië de tegenstander was in de Eerste Wereldoorlog werd de naam van de club veranderd in Berliner SV 92 op 10 december 1914. Ook andere clubs zoals Britannia Halle, Britannia Posen en Britannia Cottbus veranderden de naam.
Doordat Britannia in 1913/14 degradeerde, moest BSV 92 in de tweede klasse van start gaan. Door het uitbreken van de Eerste Wereldoorlog was er de eerste jaren geen degradatie of promotie, waardoor de club in de tweede klasse speelde tot 1917. Na twee seizoenen volgde een nieuwe degradatie. De afwezigheid in de hoogste klasse werd nu tot één seizoen beperkt. Na enkele jaren middenmoot werd de club in 1923/24 tweede in groep A achter SV Norden-Nordwest. De volgende seizoenen eindigde de club echter in de lagere middenmoot. Pas in 1928/29 liet de club weer van zich spreken met een tweede plaats in groep B achter Tennis Borussia. Ook het volgende seizoen werd de club tweede, nu achter Hertha BSC.
In 1933 kwam de NSDAP aan de macht in Duitsland. De regionale voetbalbonden werden afgeschaft en vervangen door 16 Gauliga's. In vele regio's verdwenen clubs voorgoed uit de schijnwerpers, maar voor de Berlijnse clubs veranderde er weinig doordat de Gauliga Berlin-Brandenburg grotendeels overeenkwam met het spelersveld van de Brandenburgse voetbalbond.
In 1935/36 kon de club voor het eerst weer aanknopen bij de successen uit de beginjaren toen de titel behaald werd. De club moest de eerste plaats wel delen met Berliner SC Minerva 93, maar kreeg de titel door een beter doelsaldo. In de eindronde om de landstitel zat de club in een groep met FC Schalke 04, PSV Chemnitz en Hindenburg Allenstein en werd derde. Het volgende seizoen moest de club de titel aan Hertha laten, maar in 1937/38 werd de club opnieuw kampioen. In de nationale eindronde zat de club in een groep met Schalke 04, VfR Mannheim en SV Dessau 05 en werd opnieuw derde. Hierna gingen de prestaties bergaf en in 1940/41 degradeerde de club zelfs. Ze werden slachtoffer van een competitie-inkrimping waardoor er dat jaar vier degradanten waren. Na één seizoen promoveerde de club weer en kon als promovendus zelfs opnieuw de titel behalen. De eindronde werd nu in bekervorm gespeeld. Na een overwinning op LSV Pütnitz verloor de club in de tweede ronde van Holstein Kiel. In 1944/45 werd de competitie na dertien speeldagen van de twintig stopgezet wegens het naderende einde van de Tweede Wereldoorlog. Op dat moment stond BSV 92 stevig aan de leiding, met vier punten voorsprong op SpVgg Blau-Weiß 1890 Berlin.
Na de oorlog werden alle Duits sportorganisaties ontbonden. In Berlijn werd per stadsdeel een nieuwe club opgericht die telkens de naam SG (Sportgemeinschaft) kreeg. Zo werd SG Wilmersdorf de officieuze opvolger van BSV 92. Er waren vier reeksen van de Berliner Stadtliga en de club werd groepswinnaar en won ook de finalegroep, echter was dat jaar nog geen verdere eindronde om de titel. Het volgende seizoen werd de club tweede. Ook in 1947/48 werd de tweede plaats bereikt, deze keer was de achterstand op SC Union 06 Oberschöneweide slechts één punt. In 1948 werd opnieuw de historische naam aangenomen. De club werd kampioen en plaatste zich voor de eindronde waarin het met 0:5 van Borussia Dortmund verloor.
Na een paar plaatsen in de middenmoot werd de club opnieuw kampioen in 1953/54. In de eindronde speelde de club in een groep met Hannover 96 en VfB Stuttgart en verloor beide wedstrijden. De volgende twee jaar werd de club nog derde. Hierna verzeilde de club in de middenmoot.
Nadat in 1963 de Bundesliga werd opgericht als hoogste klasse ging de club in de Regionalliga spelen, waar West-Berlijn door zijn afgescheiden ligging nog steeds een hele reeks kreeg. De club speelde in de middenmoot tot ze in 1970 slachtoffer werden van competitie-inkrimping en degradeerden.
Na één jaar werd de club kampioen en nam dat seizoen ook deel aan het Duits amateurvoetbalkampioenschap. Tot 1974 speelde de club in de Regionalliga tot deze werd ontbonden. Door de invoering van de 2. Bundesliga werd de Amateurliga Berlin nu de hoogste Berlijnse klasse en de derde klasse van Duitsland. De club begon met een vijfde plaats, maar zakte langzaam weg tot een degradatie volgde in 1979. Het duurde tot 1995 vooraleer de club kon terugkeren naar de hoogste Berlijnse klasse, nu de Verbandsliga en nog maar de vijfde hoogste klasse. Na één jaar degradeerde de club weer. Na helemaal weggezakt te zijn tot de lagere reeksen kon de club na twee promoties op rij in 2011 terugkeren naar de Landesliga (zevende klasse), maar degradeerde intussen weer. In 2014 degradeerde de club uit de Bezirksliga. Na drie seizoenen slaagde de club erin weer te promoveren. In 2024 promoveerde de club naar de Landesliga. 

## Erelijst
Gauliga Berlin-Brandenburg
1936, 1938, 1943, 1945
Berliner Stadtliga
1946, 1949, 1954